# 파리 오를리 공항
파리-오를리 공항(프랑스어: Aéroport de Paris-Orly, IATA: ORY, ICAO: LFPO)은 파리 근교 발드마른주 오를리 및 그 근처의 지역에 있는 공항이다. 1918년 군용 비행장으로 시작했으며, 1946년부터 민항기가 운항하는 공항이 됐다. 주로 유럽 및 중동, 아프리카, 카리브해, 북아메리카, 그리고 동남아시아 각지를 연결한다. 1974년 파리 북쪽의 발두아즈주 루아시에 파리 샤를 드골 공항이 개항하기 전까지는 파리의 관문 역할을 수행하였으며, 파리 샤를 드골 공항이 개항한 이후로는 대부분의 국제 노선을 내주고 국내선 운항에 집중하고 있다. 2010년을 기준으로 25,204,000명이 공항을 이용하는 등, 여전히 프랑스 제2의 공항을 고수하고 있다. 샤를 드 골 공항과 르 부르제 공항 등과 함께 아에로포르 드 파리(Aéroports de Paris)가 운영하는 공항이기도 하다.
대한항공은 드골 공항이 개항한 이후에도 이 공항에서 기착하다가, 1982년 9월 초에 드골 공항으로 파리 기착 공항을 이전했다.
그리고, 1978년 대한항공 902편 격추 사건 당시 사고 여객기가 출발한 공항이 이 곳이다.

## 운항 노선

### 남부 터미널
| 항공사                       | 목적지 |
| ---------------------------- | --- |
| 에어린 에어                  | 라니옹, 브리브, 아쟁, 오리야크, 카스트르 |
| 에어린 에어 (클앵 에어 운영) | 라호셀르, 캉 |
| 에어 메디테라네              | 오란, 튀니스, 팔마데마요르카 계절편: 마라케시, 말라가, 보드룸, 아가디르, 우지다, 탕헤르 |
| 오픈스카이스                 | 뉴어크 |
| 유로 에어포스트              | 라스팔마스, 로마(레오나르도 다 빈치), 마르세유, 몰타, 바르셀로나, 빈, 에라시디아, 차터드, 취리히, 카타리나, 탕헤르, 팔마데마요르카 계절편: 라바트, 람페두사, 반줄, 알메리아, 우아르자잩, 이비자, 자퀸토스 |
| 코스에어 국제항공            | 레위니옹, 마이애미, 포트드프랑스, 포트루이스, 푸앵타피트르 계절편: 몬트리올(트뤼도), 자우지 |
| 트랜스아비아닷컴 프랑스      | 라스팔마스, 로즈, 룩소르, 마라케시, 모나스티르, 미코노스, 보드룸, 산토리니, 세비야, 아가디르, 아리시페, 안탈리아, 우지다, 이비자, 이즈미르, 제르바, 카나리아 제도, 카타니아, 케인, 타바, 탕헤르, 테네리페, 토주르, 페즈모, 팔레르모, 포르투, 푼살, 헤라클리온, 후가르다, 계절편: 다카르, 레이캬비크, 이발로, 캡스키링 |
| 에어아시아 X                 | 쿠알라룸푸르 |
| 시리아 항공                  | 다마스쿠스 |
| 에어 말리                    | 바마코 |
| 에어 부르키나                | 와가두구 |
| 에어 아르                    | 아비장 |
| 로얄 에어 모로코             | 라바트, 마라케시, 아가디르, 에사우이라, 우아르자잩, 우지다, 카사블랑카, 탕헤르, 페즈모 |
| 제트포유                     | 라바트, 마라케시, 아가디르, 우지다, 카사블랑카, 페즈모 |
| 알제리 항공                  | 알제, 바트나, 베자이아, 비스크라, 안나바, 오란, 콘스탄틴, 타만라세트, 틀렘센 |
| 튀니스에어                   | 튀니스, 모나스티르, 스팍스, 제르바, 토주르 |
| 이지젯                       | 나폴리, 니스, 로마(레오나르도 다 빈치), 밀라노(말펜사), 베를린(쇠네펠트), 아테네, 툴루즈, 파로, 피사 계절편: 두브로브니크, 로즈, 미코노스, 브린디시, 오르비아, 칼리아리, 팔레르모 |
| 에어 베를린                  | 베를린(테겔) |
| 이지젯 스위스                | 베네치아, 부다페스트, 제네바 |
| 페가수스 항공                | 이스탄불(사비하 괵첸) |
| SATA 인테르나시오날          | 포르투 |
| 노르웨이 에어 셔틀           | 오슬로(가르데르모엔), 베르겐, 코펜하겐 |
| 쿠바 항공                    | 아바나, 산티아고데쿠바 |

### 서부 터미널
| 항공사                | 목적지 |
| --------------------- | --- |
| 에어프랑스            | 니스, 레위니옹, 리옹, 마르세유, 몽펠리에, 뮐루즈, 바스티아, 바울, 보르도, 브레스트, 비아리츠, 스트라스부르, 아작시오, 카이엔, 칼비, 클레르몽페랑, 툴롱, 툴루즈, 페르피냥, 포트드프랑스, 푸앵타피트르, 피가리, 무안 |
| 트윈 제트             | 베르주라크, 페리게 |
| 라 콤파니             | 뉴어크 |
| 영국항공              | 런던(히드로) |
| 에어 몰타             | 몰타 |
| 이베리아 항공         | 마드리드, 테네레페(사우스) 계졀편: 테네리페(노스) |
| 에어 유로파           | 마드리드, 알리칸테, 테네리페(사우스), 팔마데마요르카 |
| 부엘링 항공           | 알리칸테, 바르셀로나, 이비자, 말라가, 팔마데마요르카, 로마(레오나르도 다 빈치), 세빌라, 발렌시아, 취리히 |
| 알리탈리아 항공       | 밀라노(리나테) |
| 알리탈리아 시티라이너 | 밀라노(리나테) |
| TAP 포르투갈          | 리스본, 포르투 |

## 대중 교통
도로
오토루트 6호선의 연장선인 오토루트 106호선과 연결되어 있다.
철도
- RER B호선 안토니 역이 근처에 있으며, 이 역에서 오를리발(Orlyval) 무인셔틀이 출발하여 서측 및 남측 터미널을 무료로 연결한다.
- 한편 Aéroport de Paris는 RER C호선 Pont de Rungis – Aéroport d'Orly역에서 서측 및 남측 터미널을 잇는 무료 셔틀버스를 운영하고 있다.
- 2013년, 트램 T7호선이 준공되어 남측 터미널과 파리 메트로 7호선 Villejuif – Louis Aragon역을 연결할 예정이다.(다만, 이미 시내버스 285번을 통하여 접근할 수 있다.

기타 파리 접근 버스노선
- 에어프랑스 코치 (Cars Air France)
- 파리교통공단(RATP) 오를리버스(Orlybus) (당페르 로슈로 광장 직행)

## 갤러리

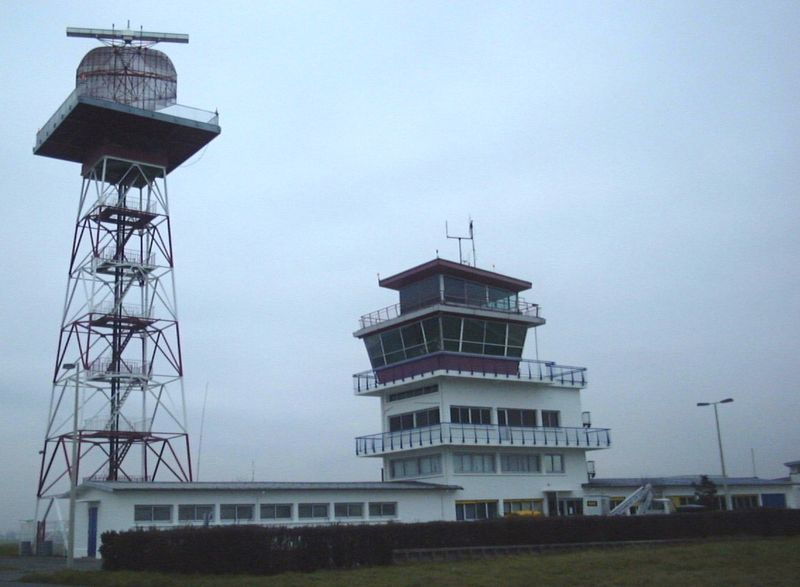
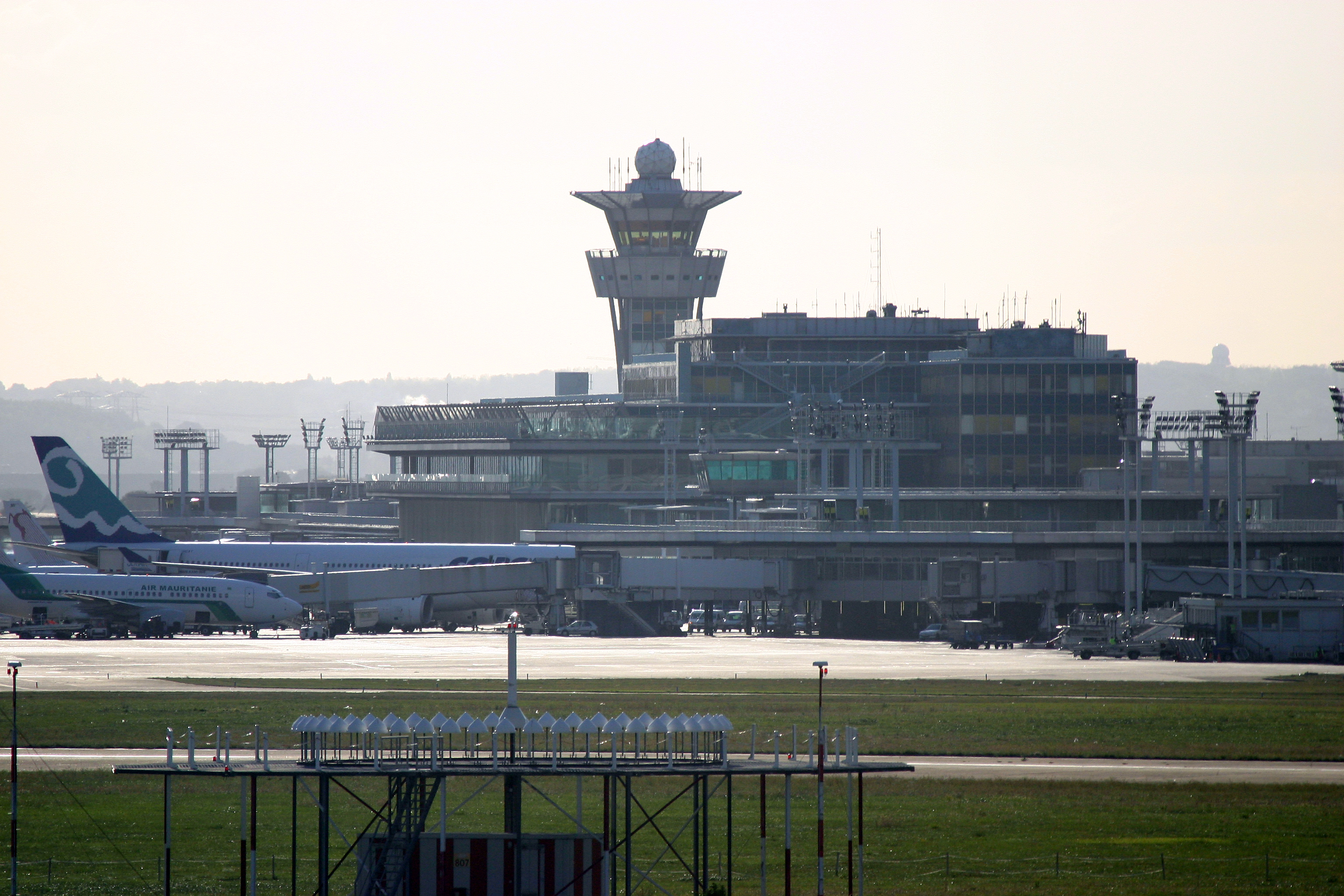
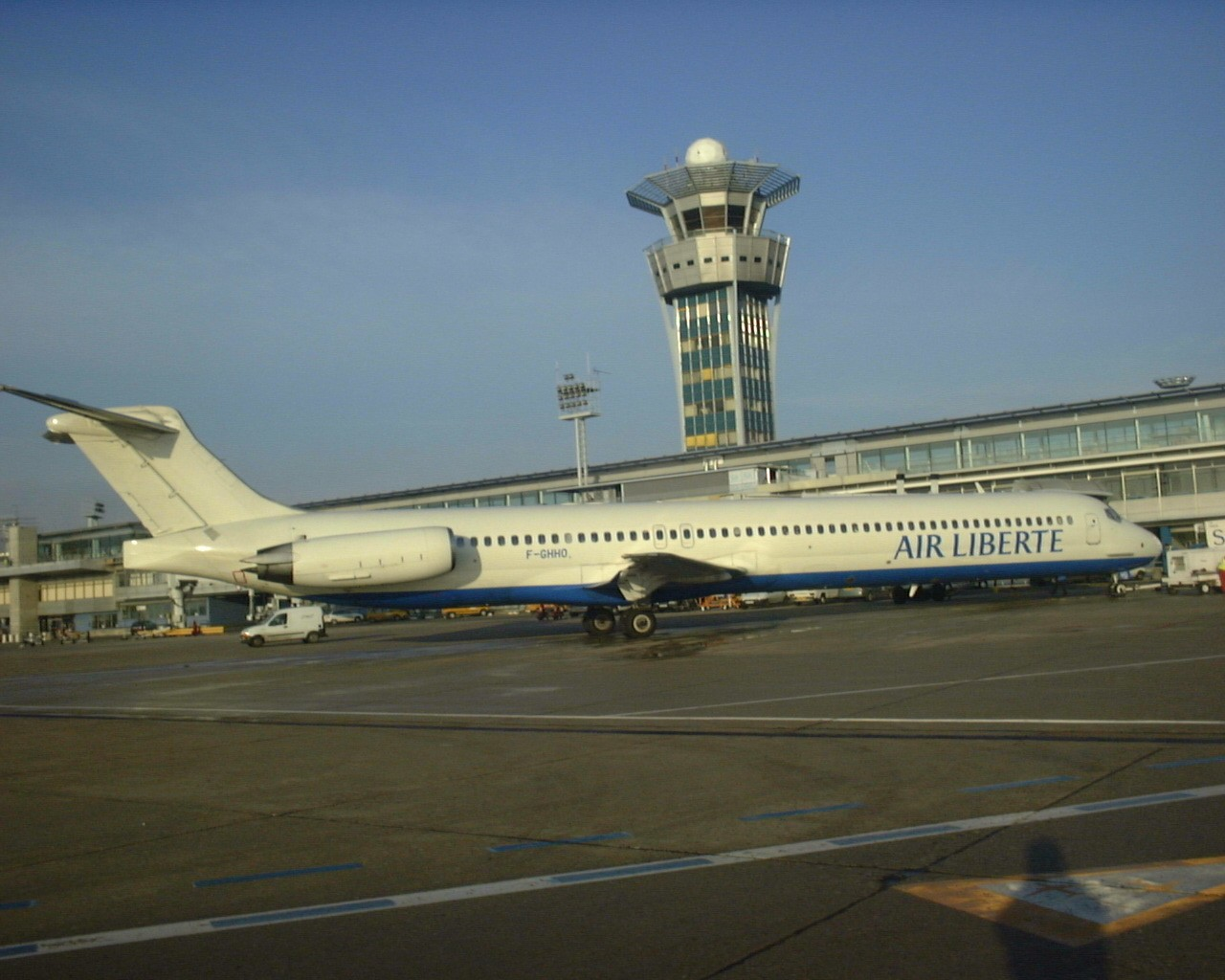
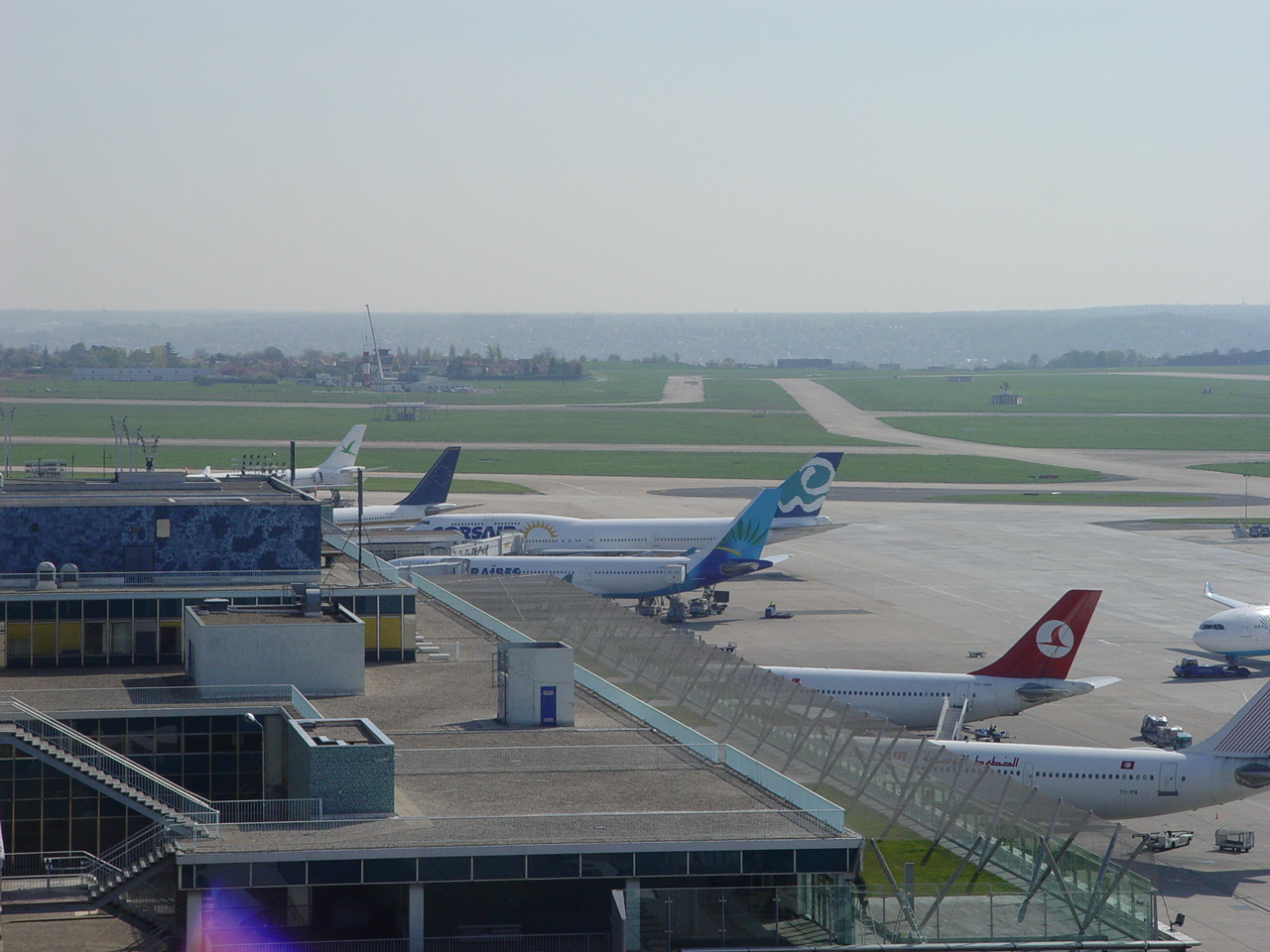
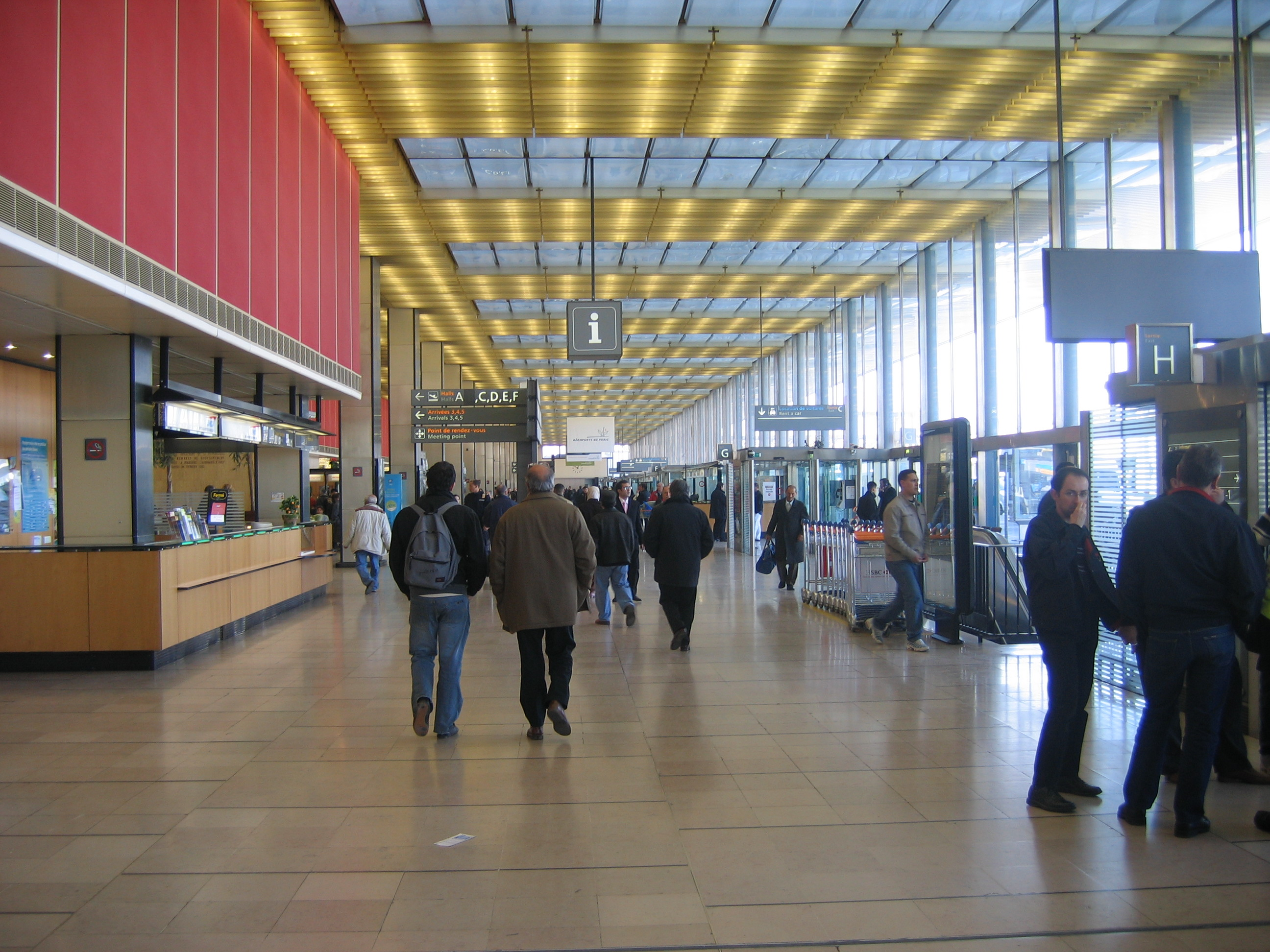
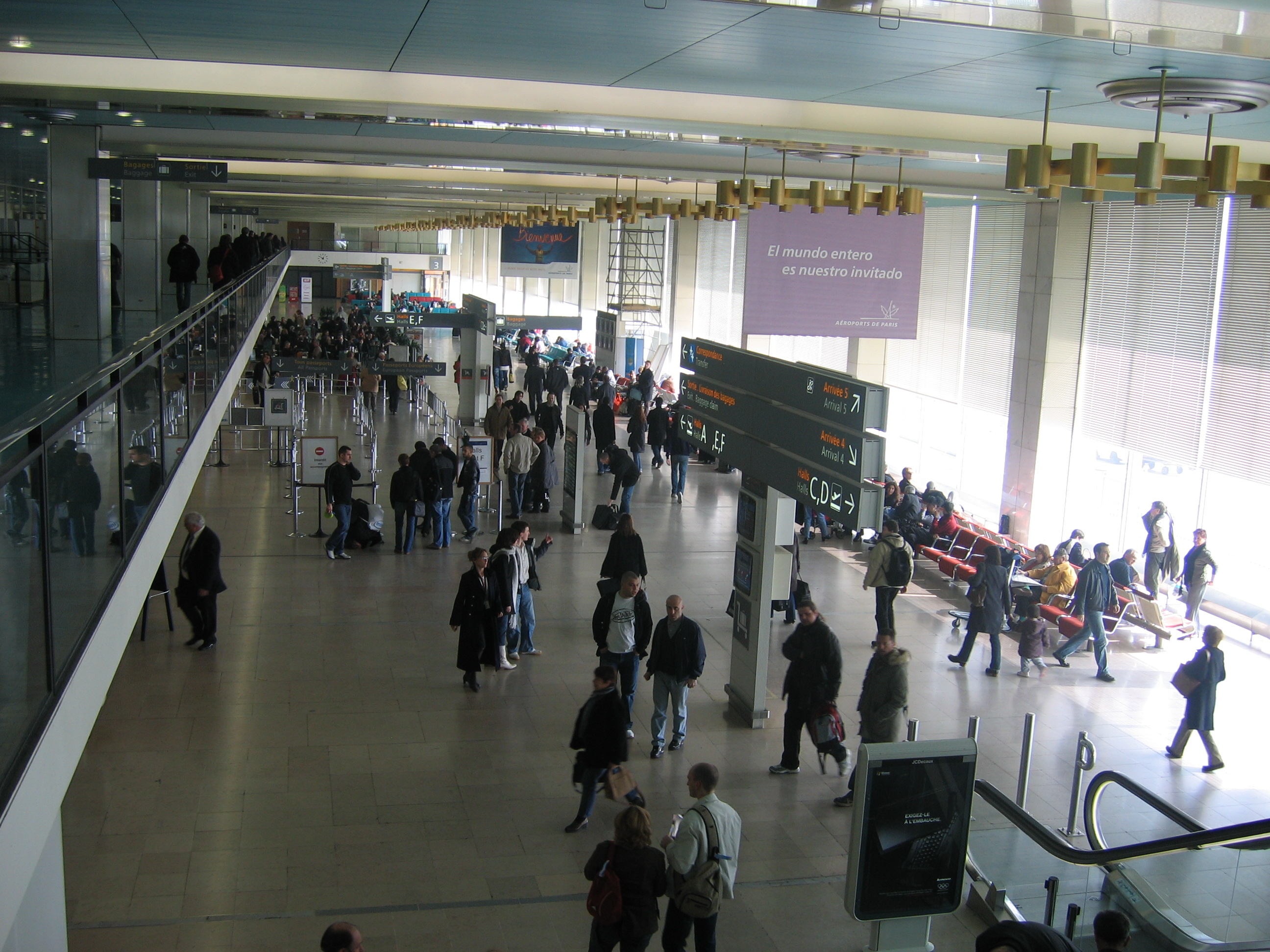
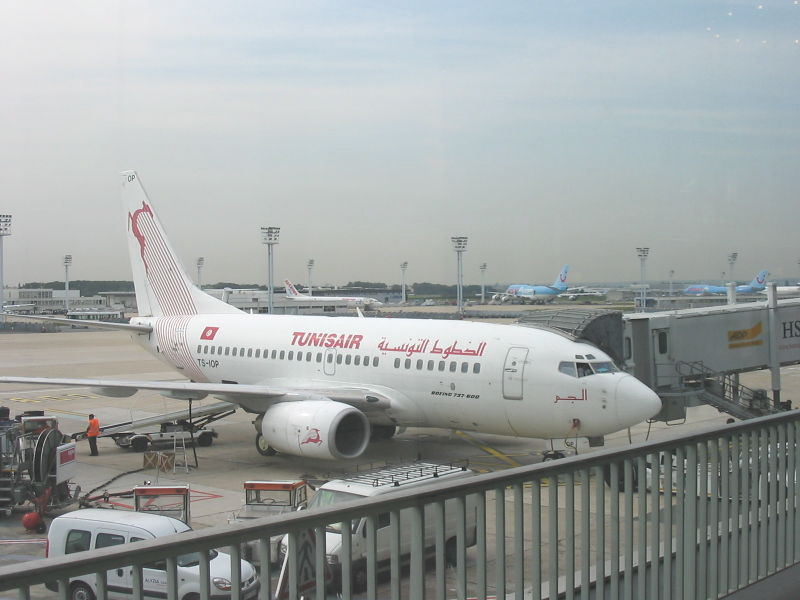
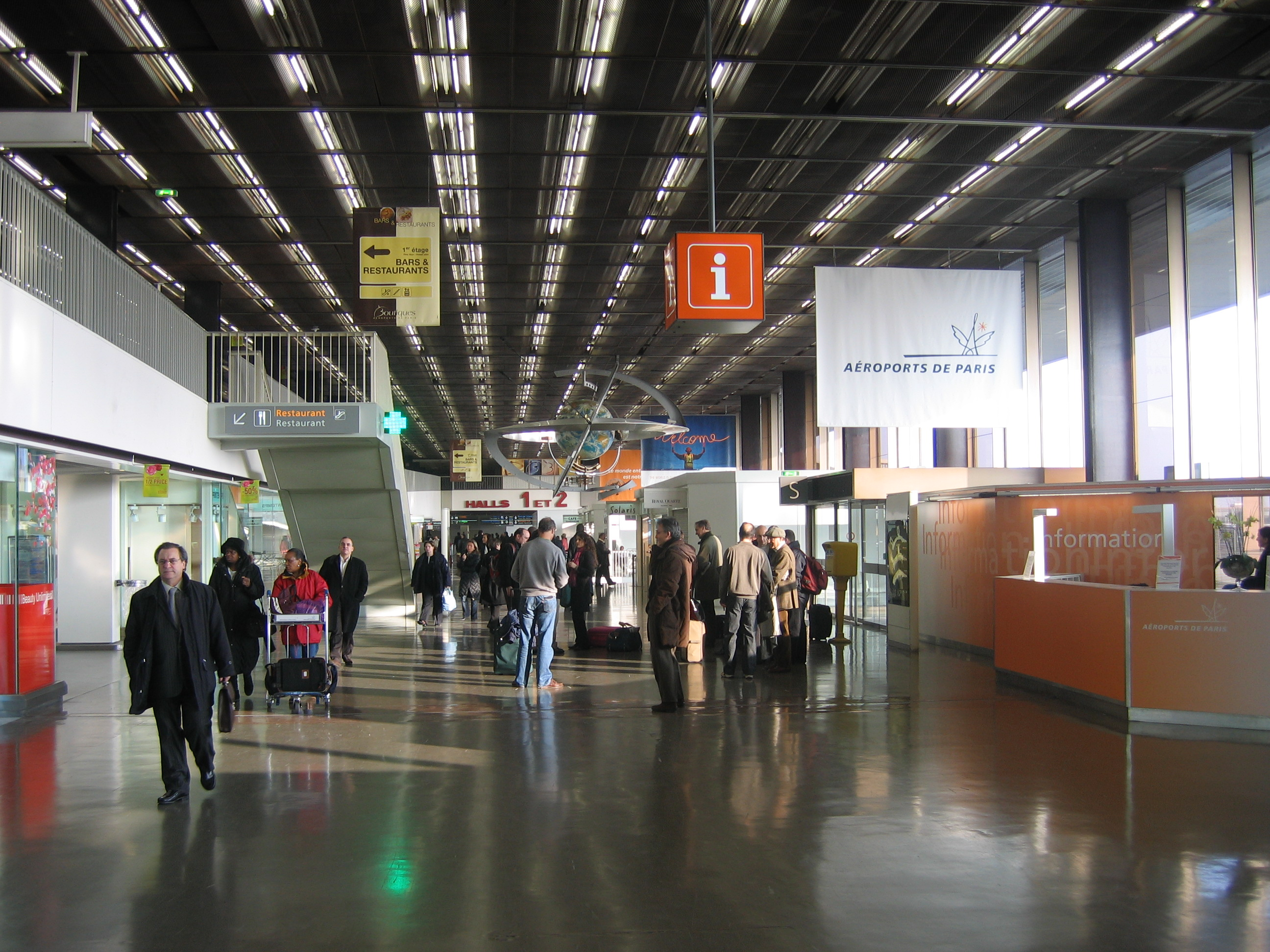

## 같이 보기
- 파리 공항공단